# James Cockle
Sir James Cockle, né le 14 janvier 1819 et mort à Londres le 27 janvier 1895, est un avocat et mathématicien britannique. 

## Biographie
Cockle est le second fils du médecin James Cockle (en), de Great Oakley (Essex). Formé à Charterhouse, puis au Trinity College de Cambridge, il intègre l'institut de formation juridique de Middle Temple en 1838, et plaide à partir de 1845.
Appelé en 1846 à rejoindre le circuit des Midlands, il se fait une renommée, et devient le premier représentant de la cour de justice du Queensland en Australie le 21 février 1863, sur recommandation du président de la Cour des plaids-communs, Sir William Erle (en). Il est élu membre de la Royal Society le 1er juin 1865 et est fait chevalier le 29 juillet 1869 ; son épouse Adelaide prend alors le nom de Lady Cockle.
Revenu en Angleterre en 1878, il y prend sa retraite.

## Recherches mathématiques
Cockle invente les tessarines et les coquaternions ; il travaille avec Arthur Cayley (1821 -1895) en algèbre linéaire puis s'attaque à la résolution des équations de degré 5, ignorant les résultats d'Abel-Ruffini montrant qu'une solution par radicaux est impossible de façon générale. Reprenant les travaux de Hamilton, il fait également quelques incursions en  théorie des équations différentielles en particulier autour de la notion d'invariants différentiels. De 1863 à 1879, il est le président de la société philosophique du Queensland et est associé, en Angleterre, de la London Mathematical Society, dont il devient le président de 1886 à 1888, et de la Royal Astronomical Society, dont il est membre du conseil de 1888 à 1892. Une nécrologie  fut publiée en 1895 dans les Proceedings of the Royal Society. Sa veuve fait présenter au British Museum un livre rassemblant ses découvertes scientifiques de 1864 à 1877.